# 哈特曼·比约恩森
哈特曼·比约恩森（挪威語：Hartmann Bjørnsen，1889年2月2日—1974年9月25日），挪威男子竞技体操运动员。他曾代表挪威获得1912年夏季奥运会体操比赛男子团体自由式金牌。他于1974年在斯塔万格去世。